# Шардатма
Шардатма — река в России, протекает по Башкортостану. Устье реки находится в 442 км по левому берегу реки Уй. Длина реки составляет 13 км.

## Данные водного реестра
По данным государственного водного реестра России относится к Иртышскому бассейновому округу, водохозяйственный участок реки — Тобол от истока до впадения реки Уй, без реки Увелька, речной подбассейн реки — Тобол. Речной бассейн реки — Иртыш.

## Населённые пункты
- Яльчигулово